# Maroua Kharbouch
Pour les articles homonymes, voir Kharbouch.
Maroua Kharbouch, née le 20 septembre 1990 à Gibraltar, est une mannequin gibraltarienne d'origine marocaine. Elle est élue Miss Gibraltar en 2013 et termine sixième du concours Miss Monde 2013.